# Mirela-Florența Matichescu
Mirela-Florența Matichescu (n. 25 iun. 1969) este un deputat român, ales în 2024 din partea PSD. 

## Controvesre
Pe 6 mai 2025 Mirela Mathichescu a fost trimisă în judecată de DNA pentru abuz în serviciu.